# Spathiphyllum wallisii
Lo spatafillo (Spathiphyllum wallisii Regel, 1877) o giglio della pace è una pianta da appartamento molto popolare, della famiglia delle Araceae. 
Il nome del genus significa "foglia spata" mentre l'epiteto specifico prende il nome da Gustav Wallis, il collezionista di piante tedesco. 
Fu descritto per la prima volta nel 1877.
É una delle circa 40 specie del genus dei sempreverdi tropicali. 
Fu scoperto alla fine del XIX secolo in Colombia, dove cresce allo stato selvatico. 
Il suo ampio areale naturale comprende parti del Messico, le Isole dei Caraibi e la parte settentrionale del Sud America.

## Descrizione
È una pianta erbacea perenne che produce fiori dalla tipica struttura aroide, con inflorescenza densamente popolata chiamata spadice avvolta da un grande ipsofillo chiamato spata; occasionalmente vengono prodotte due spate, con la superiore più piccola. 
Lo spadice è generalmente color crema o avorio quando è giovane e diventa verde con l'età; la spata è generalmente bianca, a volte con nervature verdi distalmente al margine e anch'essa diventa verde con l'età.
Le foglie sono basali, lucide e leggermente venate, ovali e acuminate; i piccioli sono lunghi e le foglie si inarcano con grazia. 
La pianta produce germogli alla base e col tempo diventa un cespo fitto.

## Cultivar
Sono disponibili in commercio numerose cultivar, molte delle quali di origine ibrida, come il grande ibrido Mauna Loa, che prende il nome dal vulcano hawaiano, e l'ancora più grande Sensation, entrambi molto diffusi come piante da interno; Domino è una varietà finemente variegata, di dimensioni intermedie.
Una cultivar considerata nana è il popolare Spathiphyllum 'Chopin'.

## Coltivazione
È una pianta d'appartamento molto comune, originaria delle zone tropicali calde e umide, necessita di esposizione luminosa e temperature sempre superiori ai 15°C, se l'atmosfera è troppo secca, il fogliame potrebbe diventare marrone.

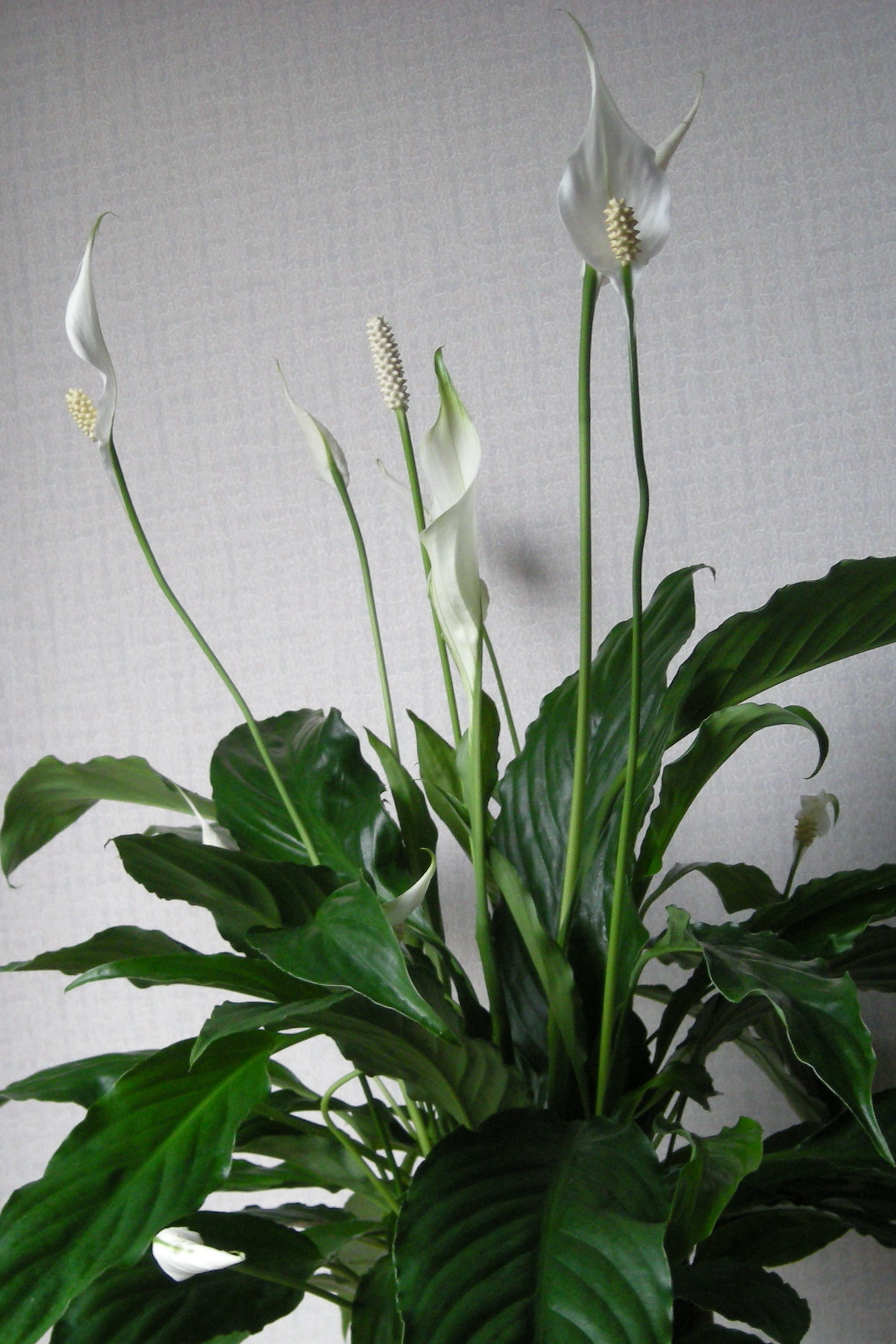
Spatafillo.